# 1522 Kokkola
Kokkola (asteróide 1522) é um asteróide da cintura principal, a 2,1952301 UA. Possui uma excentricidade de 0,0728578 e um período orbital de 1 330,75 dias (3,64 anos).
Kokkola tem uma velocidade orbital média de 19,35645807 km/s e uma inclinação de 5,34963º.
Esse asteróide foi descoberto em 18 de Novembro de 1938 por Liisi Oterma.